# Manuel Pancorbo
Manuel Pancorbo Chica (* 7. Juli 1966 in Torredelcampo) ist ein ehemaliger spanischer Leichtathlet, der im Mittel- und Langstreckenlauf an den Start ging. Seinen größten Erfolg feierte er mit dem Vizeeuropameistertitel über 5000 Meter 1998 in Budapest.

## Sportliche Laufbahn
Erste Erfahrungen bei internationalen Meisterschaften sammelte Manuel Pancorbo vermutlich im Jahr 1988, als er bei den Ibero-Amerikanischen Meisterschaften in Mexiko-Stadt in 7:52,11 min die Goldmedaille im 1500-Meter-Lauf gewann. Im Jahr darauf belegte er bei den Halleneuropameisterschaften in Den Haag in 3:47,64 min den vierten Platz, ehe er bei den Hallenweltmeisterschaften in Budapest mit 3:41,61 min auf Rang acht gelangte. 1992 nahm er an den Olympischen Sommerspielen in Barcelona teil und erreichte dort mit 3:43,51 min im Finale auf Rang elf. Im Jahr darauf belegte er bei den Mittelmeerspielen in Narbonne in 3:38,56 min den siebten Platz, ehe er bei den Weltmeisterschaften in Stuttgart mit 3:39,68 min im Finale auf Rang elf gelangte. 1994 belegte er bei den Halleneuropameisterschaften in Paris in 3:45,03 min den vierten Platz und im Sommer klassierte sie sich bei den Freiluft-Europameisterschaften in Helsinki mit 3:38,16 min auf dem sechsten Platz. Im Jahr darauf gelangte er bei den Weltmeisterschaften in Göteborg mit 13:33,63 min im Finale auf den 13. Platz im 5000-Meter-Lauf. Im Dezember wurde er dann bei den Crosslauf-Europameisterschaften in Alnwick nach 27:05 min Zehnter im Einzelbewerb und sicherte sich in der Teamwertung die Goldmedaille. 
1996 nahm er über 5000 Meter an den Olympischen Sommerspielen in Atlanta teil und schied dort mit 14:39,64 min im Semifinale aus. Im Jahr darauf belegte er bei den Weltmeisterschaften in Athen mit 13:25,78 min im Finale den neunten Platz und 1998 gewann er bei den Halleneuropameisterschaften in Valencia in 7:55,23 min die Silbermedaille im 3000-Meter-Lauf hinter dem Briten John Mayock. Kurz darauf wurde er bei den Crosslauf-WM in Marrakesch in 11:26 min 27. über die Kurzdistanz, ehe er im August bei den Europameisterschaften in Budapest in 13:38,03 min die Silbermedaille über 5000 Meter hinter seinem Landsmann Isaac Viciosa gewann. Im Dezember gelangte er bei den Crosslauf-EM in Ferrara nach 28:40 min auf den achten Platz im Einzelbewerb und sicherte sich in der Teamwertung die Bronzemedaille hinter den Teams aus Italien und Portugal. Im Jahr darauf wurde er bei den Weltmeisterschaften in Sevilla in 13:32,12 min im Finale Elfter über 5000 Meter und bei den Crosslauf-Weltmeisterschaften 2000 in Vilamoura lief er nach 11:52 min auf dem 28. Platz über die Kurzdistanz ein. Im selben Jahr beendete er dann seine aktive sportliche Karriere im Alter von 34 Jahren.
In den Jahren 1997 und 1998 wurde Pancorbo spanischer Meister im 5000-Meter-Lauf. Zudem wurde er 1994 Hallenmeister über 1500 Meter sowie 1998 über 3000 Meter.

## Persönliche Bestzeiten
- 800 Meter: 1:46,54 min, 12. Juli 1989 in Barcelona
- 1500 Meter: 3:34,03 min, 16. Juli 1997 in Nizza
  - 1500 Meter (Halle): 3:38,78 min, 28. Februar 1989 in Sevilla
- Meile: 3:52,96 min, 10. Juli 1993 in Oslo
- 2000 Meter: 4:58,28 min, 8. Juni 1995 in Rom
- 3000 Meter: 7:31,59 min, 9. Juli 1998 in Oslo
  - 3000 Meter (Halle): 7:51,10 min, 28. Februar 1996 in Valencia
- 5000 Meter: 13:08,44 min, 14. Juli 1998 in Rom